# Tafsir Nemouneh

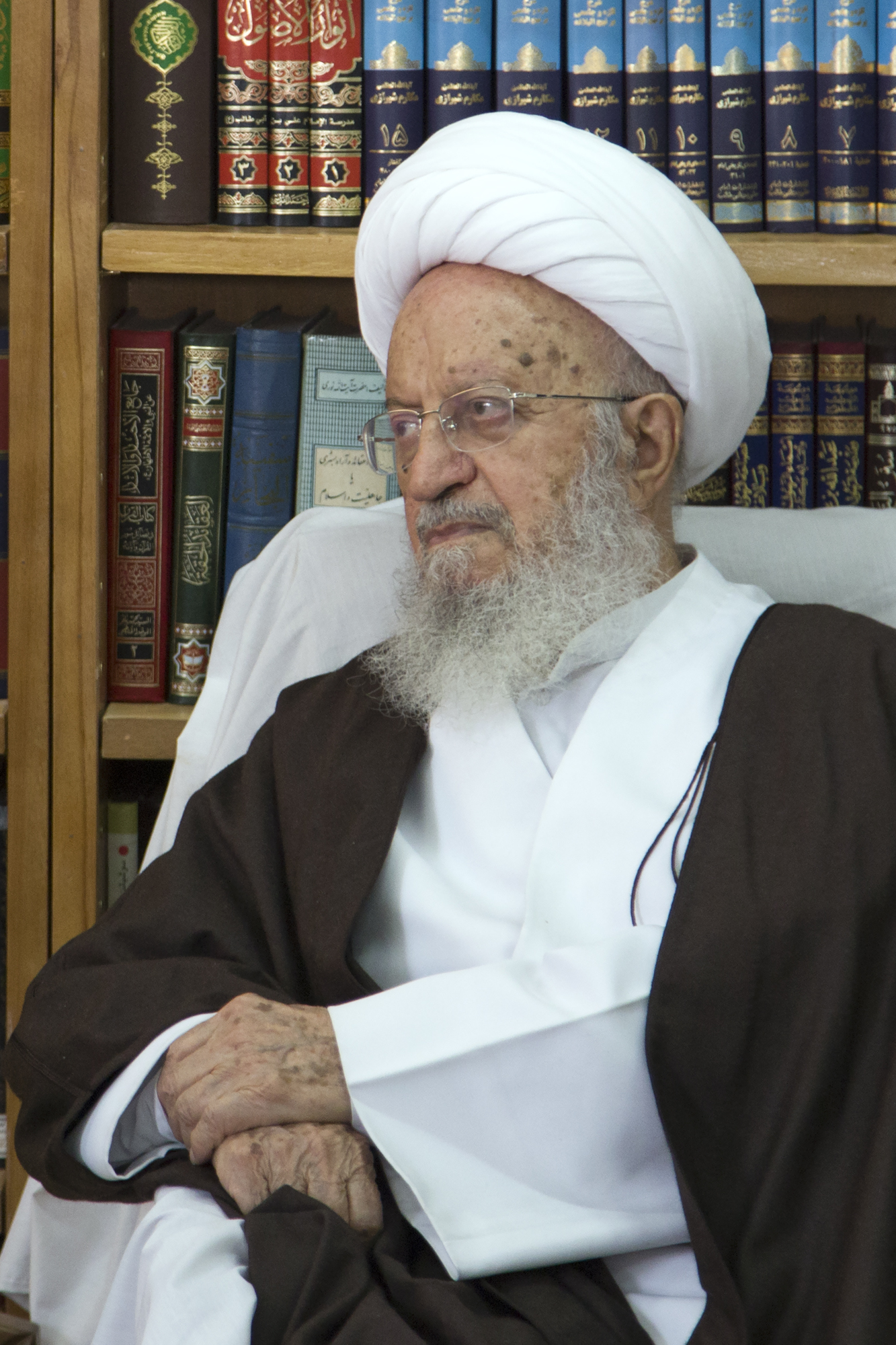
Huvudförfattaren ayatollah Makarem Shirazi.

Tafsir Nemouneh (persiska: تفسیر نمونه, "De ideala kommentarerna") är en tafsir och kommentarer till Koranen på persiska av den shiitiske lärde ayatolla Naser Makarem Shirazi och en grupp skribenter från hawza i Qom. Den har översatts till arabiska och urdu, och håller på att översättas till engelska. Det tog 15 år att skriva boken, och skribenterna har försökt översätta och kommentera Koranens verser på ett lätt och flytande språk. Målgruppen är vanligt folk enligt introduktionen.